# Literaturjahr 1934
Liste der Literaturjahre

◄◄ | 1930 | 1931 | 1932 | 1933 | Literaturjahr 1934 | 1935 | 1936 | 1937 | 1938 | ► | ►►

Weitere Ereignisse

## Ereignisse

### Prosa

#### Deutschsprachige Werke
- Erich Kästner veröffentlicht die Romane Drei Männer im Schnee und Emil und die drei Zwillinge.
- Max Frisch veröffentlicht mit Jürg Reinhart seinen ersten Roman.
- Der Roman Zwei im andern Land von Martin Salomonski erscheint als Buchausgabe.
- Von Gerhart Hauptmann erscheint die Erzählung Das Meerwunder.
- Von Egon Erwin Kisch erscheint u. a. die Erzählung Der tote Hund und der lebende Jude.
- Von Josef Mühlberger erscheint die Erzählung Die Knaben und der Fluß.
- Von Anna Seghers erscheint u. a. die Erzählung Der letzte Weg des Koloman Wallisch.
- Von Jakub Deml erscheint Das vergessene Licht.

#### Englischsprachige Werke
- P. G. Wodehouse veröffentlicht die Romane Bertie in wilder Erwartung und Dann eben nicht, Jeeves. Beide sind bereits 1933 als Fortsetzungsgeschichten in Zeitschriften erschienen.
- Agatha Christie veröffentlicht die beiden Kriminalromane Murder on the Orient Express und Why Didn't They Ask Evans?.
- Nachdem zuvor 13 Verleger den Roman abgewiesen haben, veröffentlicht James M. Cain den Kriminalroman The Postman Always Rings Twice.
- Dashiell Hammett veröffentlicht seinen letzten Kriminalroman The Thin Man, der noch im selben Jahr verfilmt wird.
- Henry Millers Roman Tropic of Cancer (Wendekreis des Krebses) wird in Paris erstmals veröffentlicht.
- John O’Haras Debütroman Appointment in Samarra erscheint.
- Die britisch-australische Schriftstellerin P. L. Travers gibt den ersten Band der Kinderbuchserie Mary Poppins über das gleichnamige Kindermädchen heraus. Das Werk ist sofort erfolgreich und macht der Autorin weltweit bekannt.
- Von Georgette Heyer erscheint der Roman The Convenient Marriage.

#### Russischsprachige Werke
- Von Ilja Ehrenburg erscheint in Moskau der Entwicklungsroman Der zweite Tag.
- Andrei Platonow verfasst die Erzählung Der Takyr.

#### Übersetzungen
- Pearl S. Bucks Roman Ostwind – Westwind erscheint auf Deutsch.

### Drama
- 13. Dezember: Ödön von Horváths Komödie Hin und Her hat ihre Uraufführung unter der Regie von Gustav Hartung am Schauspielhaus Zürich. In Deutschland dürfen Horváths Werke zu diesem Zeitpunkt bereits nicht mehr aufgeführt werden.
- 29. Dezember: Das Drama Yerma von Federico García Lorca hat seine Uraufführung am Teatro Español in Madrid. Es ist der erste Teil einer vom Dichter geplanten Trilogie.

### Comic
- 7. Januar: Die Comicserie des Zeichners Alex Raymond über den Weltraumhelden Flash Gordon startet in US-Zeitungen.
- 13. Dezember: Die erste Geschichte von e.o.plauens Vater und Sohn erscheint in der Berliner Illustrirten Zeitung.

### Periodika
- April: Die Münchner Literaturzeitschrift Das Innere Reich erscheint erstmals.
- 6. Mai: Im Vatikan erscheint die Erstausgabe der illustrierten Wochenschrift L’Osservatore Romano della Domenica.
- 1. Dezember: Die Emigrantenzeitung Aufbau erscheint erstmals als Vereinsblatt des „German Jewish Club“ in New York.

### Wissenschaftliche Werke
- J. R. R. Tolkien veröffentlicht den zweiten Teil seines Aufsatzes Sigelwara Land.

### Preisverleihungen
- Luigi Pirandello erhält den Nobelpreis für Literatur.
- In London erhält James Hilton den Hawthornden-Preis für den Erfolgsroman Lost Horizon, der anschließend in 34 Sprachen übersetzt wird und den Mythos von Shangri-La begründet.

### Sonstiges
- 18. August: Im Völkischen Beobachter erscheint der Aufruf der Kulturschaffenden zugunsten Adolf Hitlers.

## Geboren

### Januar bis März
- 04. Januar: Hellmuth Karasek, deutscher Journalist, Buchautor und Literaturkritiker († 2015)
- 07. Januar: Jack D. Forbes, US-amerikanischer indigener Schriftsteller, Wissenschaftler und politischer Aktivist († 2011)
- 07. Januar: Abel Posse, argentinischer Schriftsteller und Diplomat († 2023)
- 08. Januar: Alexandra Ripley, US-amerikanische Schriftstellerin († 2004)
- 15. Januar: Jon Nuotclà, Schweizer Schriftsteller († 2017)

- 03. Februar: Johannes Kühn, deutscher Lyriker und Schriftsteller († 2023)
- 09. Februar: Jean Stein, US-amerikanische Autorin und Herausgeberin († 2017)
- 11. Februar: Maryse Condé, französische Schriftstellerin († 2024)
- 17. Februar: Frederik Hetmann, deutscher Schriftsteller († 2006)
- 18. Februar: Peter Zeindler, Schweizer Journalist und Schriftsteller († 2023)
- 19. Februar: Herbert Rosendorfer, deutscher Jurist und Schriftsteller († 2012)
- 20. Februar: Kurt Wölfflin, österreichischer Schriftsteller († 1998)
- 21. Februar: Warren Johansson, US-amerikanischer Autor und Philologe († 1994)
- 24. Februar: Erich Pawlu, deutscher Autor
- 26. Februar: Mohamed Lakhdar-Hamina, algerischer Filmregisseur und Drehbuchautor († 2025)
- 27. Februar: N. Scott Momaday, indianisch-amerikanischer Schriftsteller, Literaturwissenschaftler und Maler († 2024)

- 01. März: Jacques Chessex, Schweizer Schriftsteller († 2009)
- 03. März: Raymond Kennedy, US-amerikanischer Schriftsteller († 2008)
- 03. März: Jacek Kuroń, polnischer Bürgerrechtler, Publizist, Historiker und Politiker († 2004)
- 08. März: Kurt Mahr, deutscher Schriftsteller († 1993)
- 09. März: Dietmar Grieser, österreichischer Schriftsteller
- 12. März: György Moldova, ungarischer Schriftsteller († 2022)
- 13. März: Barry Hughart, US-amerikanischer Fantasy-Autor († 2019)
- 14. März: Volker von Törne, deutscher Lyriker und Schriftsteller († 1980)
- 16. März: Jürg Willi, Schweizer Psychotherapeut und Autor († 2019)
- 20. März: Peter Berling, deutscher Autor und Schauspieler († 2017)
- 20. März: David Malouf, australischer Autor
- 23. März: Armin Stolper, deutscher Schriftsteller, Dramatiker und Dramaturg († 2020)
- 24. März: Richard Leising, deutscher Lyriker († 1997)
- 31. März: Francis Giauque, Schweizer Poet und Schriftsteller († 1965)
- 31. März: Kamala Surayya, indische Dichterin und Prosaautorin († 2009)

### April bis Juni
- 01. April: Elmar Faber, deutscher Verleger († 2017)
- 09. April: Walter Foelske, deutscher Schriftsteller († 2015)
- 14. April: Fredric Jameson, US-amerikanischer Marxist, Literaturkritiker und -theoretiker († 2024)
- 25. April: Jean Firges, belgisch-deutscher Literaturwissenschaftler und Schriftsteller († 2014)
- 26. April: Otto Karl Werckmeister, deutscher Kunsthistoriker und Autor († 2023)
- 28. April: Lois Duncan, US-amerikanische Schriftstellerin († 2016)

- 03. Mai: Georges Moustaki, französischer Sänger und Lyriker († 2013)
- 10. Mai: Jayne Cortez, US-amerikanische Dichterin und Improvisatorin († 2012)
- 12. Mai: Werner Bräunig, deutscher Schriftsteller († 1976)
- 13. Mai: Adolf Muschg, Schweizer Schriftsteller und Literaturwissenschaftler
- 16. Mai: Ilse Seemann, deutsche Autorin, Schauspielerin, Hörspielsprecherin und Hörfunkmoderatorin († 2021)
- 18. Mai: Harald Mueller, deutscher Dramatiker († 2021)
- 25. Mai: Andrzej Bartyński, polnischer Dichter und Schriftsteller († 2018)
- 27. Mai: Harlan Ellison, US-amerikanischer Autor († 2018)
- 28. Mai: Gerhard Dahne, deutscher Publizist und Verleger († 2020)

- 04. Juni: Yaak Karsunke, deutscher Schriftsteller und Schauspieler († 2025)
- 06. Juni: Charlotte Worgitzky, deutsche Schriftstellerin († 2018)
- 06. Juni: Taichi Yamada, japanischer Schriftsteller, Essayist und Drehbuchautor († 2023)
- 12. Juni: Gerhard Hard, deutscher Geograph und Autor († 2024)
- 12. Juni: Winfried Scharlau, deutscher Journalist und Historiker († 2004)
- 14. Juni: Peter O. Chotjewitz, deutscher Schriftsteller und Jurist († 2010)
- 20. Juni: Jóhan Hendrik Winther Poulsen, färöischer Linguist († 2022)
- 21. Juni: Wulf Kirsten, deutscher Lyriker, Schriftsteller, Essayist und Herausgeber († 2022)
- 23. Juni: Ingrid Kötter, deutsche Kinder- und Jugendbuchautorin

### Juli bis September
- 01. Juli: René-Victor Pilhes, französischer Schriftsteller († 2021)
- 03. Juli: Klaus von Beyme, deutscher Politikwissenschaftler († 2021)
- 03. Jul: Wolfgang Milde, deutscher Handschriftenwissenschaftler und Bibliotheksdirektor († 2011)
- 03. Juli: Manfred Bieler, deutscher Schriftsteller, Hörspiel- und Fernsehspielautor († 2002)
- 08. Juli: Marty Feldman, britisch-US-amerikanischer Autor, Schauspieler und Regisseur († 1982)
- 08. Juli: Janet Malcolm, US-amerikanische Journalistin, Essayistin und Biografin († 2021)
- 09. Juli: Arno Reinfrank, deutscher Schriftsteller, Publizist und Übersetzer († 2001)
- 09. Juli: Pierre Perret, französischer Autor und Sänger
- 11. Juli: Helen Cresswell, britische Schriftstellerin († 2005)
- 13. Juli: Wole Soyinka, nigerianischer Schriftsteller und Literaturnobelpreisträger
- 17. Juli: Rainer Kirsch, deutscher Schriftsteller und Lyriker († 2015)
- 18. Juli: Edward Bond, britischer Dramatiker, Librettist, Sach- und Drehbuchautor († 2024)
- 20. Juli: Uwe Johnson, deutscher Schriftsteller († 1984)

- 01. August: Oskar Negt, deutscher Soziologe und Sozialphilosoph († 2024)
- 06. August: Piers Anthony, US-amerikanischer Schriftsteller
- 06. August: Diane DiPrima, US-amerikanische Schriftstellerin († 2020)
- 07. August: Dieter Schlesak, deutscher Schriftsteller und Mitglied des deutschen P.E.N. Zentrums († 2019)
- 08. August: Kaplan Burović, albanischer Schriftsteller und Journalist († 2022)
- 09. August: Graeme Gibson, kanadischer Schriftsteller († 2019)
- 20. August: Arno Surminski, deutscher Schriftsteller
- 20. August: Ernst-Jürgen Dreyer, deutscher Schriftsteller, Dramatiker, Übersetzer und Musikwissenschaftler
- 28. August: Leander Petzoldt, deutscher Volkskundler und Erzählforscher († 2024)

- 02. September: Allen Carr, britischer Schriftsteller († 2006)
- 09. September: Schulamit Lapid, israelische Schriftstellerin
- 14. September: Kate Millett, US-amerikanische Essayistin († 2017)
- 16. September: Reinhard Döhl, deutscher Literatur- und Medienwissenschaftler, Autor und Künstler († 2004)
- 16. September: Jakup Halil Mato, albanischer Literaturkritiker († 2005)
- 20. September: Eva Moldenhauer, deutsche Übersetzerin französischer Literatur († 2019)
- 21. September: Leonard Cohen, kanadischer Schriftsteller, Komponist und Sänger († 2016)
- 22. September: Akira Abe, japanischer Schriftsteller († 1989)
- 22. September: Paul-Jean Hérault, französischer Schriftsteller und Journalist († 2020)
- 23. September: Per Olov Enquist, schwedischer Schriftsteller und Journalist († 2020)
- 23. September: Thomas Kilroy, irischer Dramatiker und Schriftsteller († 2023)
- 23. September: Rolf Kosiek, deutscher Naturwissenschaftler, Publizist und Politiker
- 24. September: John Brunner, britischer Science-Fiction-Autor († 1995)
- 24. September: Yasutaka Tsutsui, japanischer Schriftsteller
- 30. September: Zdena Frýbová, tschechische Schriftstellerin († 2010)
- 30. September: Charles Juliet, französischer Dichter, Schriftsteller, Kunstkritiker und Tagebuchautor († 2024)

### Oktober bis Dezember
- 07. Oktober: Ulrike Meinhof, deutsche Journalistin und Publizistin († 1976)
- 07. Oktober: Amiri Baraka, US-amerikanischer Lyriker, Dramatiker, Musikkritiker und Prosaautor († 2014)
- 10. Oktober: Kunie Iwahashi, japanische Schriftstellerin († 2014)
- 17. Oktober: Digne Meller Marcovicz, deutsche Fotografin und Autorin († 2014)
- 24. Oktober: Ute Quast, deutsche Medizinerin und Sachbuchautorin
- 25. Oktober: Carlos Sherman, belarussisch-spanischer Übersetzer und Schriftsteller († 2005)
- 26. Oktober: Ulrich Plenzdorf, deutscher Schriftsteller, Drehbuchautor und Dramaturg († 2007)
- 26. Oktober: Peter Marginter, österreichischer Autor und Übersetzer († 2008)
- 28. Oktober: Herold Belger, kasachischer Schriftsteller und Übersetzer russlanddeutscher Herkunft († 2015)

- 09. November: Ronald Harwood, britischer Schriftsteller, Dramatiker und Drehbuchautor († 2020)
- 09. November: Jean-Pierre Soisson, französischer Politiker und Schriftsteller († 2024)
- 16. November: Inoue Hisashi, japanischer Schriftsteller († 2010)
- 21. November: Carl-Henning Wijkmark, schwedischer Schriftsteller, Essayist, Übersetzer, Literaturhistoriker und Literaturkritiker († 2020)
- 22. November: Muniruddin Ahmed, pakistanischer Schriftsteller und Übersetzer († 2019)
- 22. November: Aldyr Schlee, brasilianischer Schriftsteller († 2018)
- 24. November: Dieter E. Zimmer, deutscher Schriftsteller, Übersetzer und Publizist († 2020)
- 28. November: Ted Walker, britischer Dichter und Schriftsteller († 2004)
- 30. November: Roberto Cossa, argentinischer Schriftsteller, Dramatiker und Journalist († 2024)

- 01. Dezember: Pedro Tamen, portugiesischer Lyriker und Übersetzer († 2021)
- 02. Dezember: Gertrud Seehaus, deutsche Schriftstellerin († 2021)
- 05. Dezember: Joan Didion, US-amerikanische Schriftstellerin und Essayistin († 2021)
- 07. Dezember: Peter Horn, südafrikanischer Germanist, Dichter und Essayist († 2019)
- 07. Dezember: Jan Wornar, sorbischer Schriftsteller († 1999)
- 27. Dezember: Aidan Chambers, britischer Schriftsteller und Essayist († 2025)

### Genaues Geburtsdatum unbekannt
- Johannes Holey, deutscher Autor
- Hernán Valdés, chilenischer Schriftsteller († 2023)

## Gestorben

### Erstes Halbjahr
- 01. Januar: Jakob Wassermann, deutscher jüdischer Schriftsteller (* 1873)
- 08. Januar: Andrei Bely, russischer Dichter und Theoretiker (* 1880)

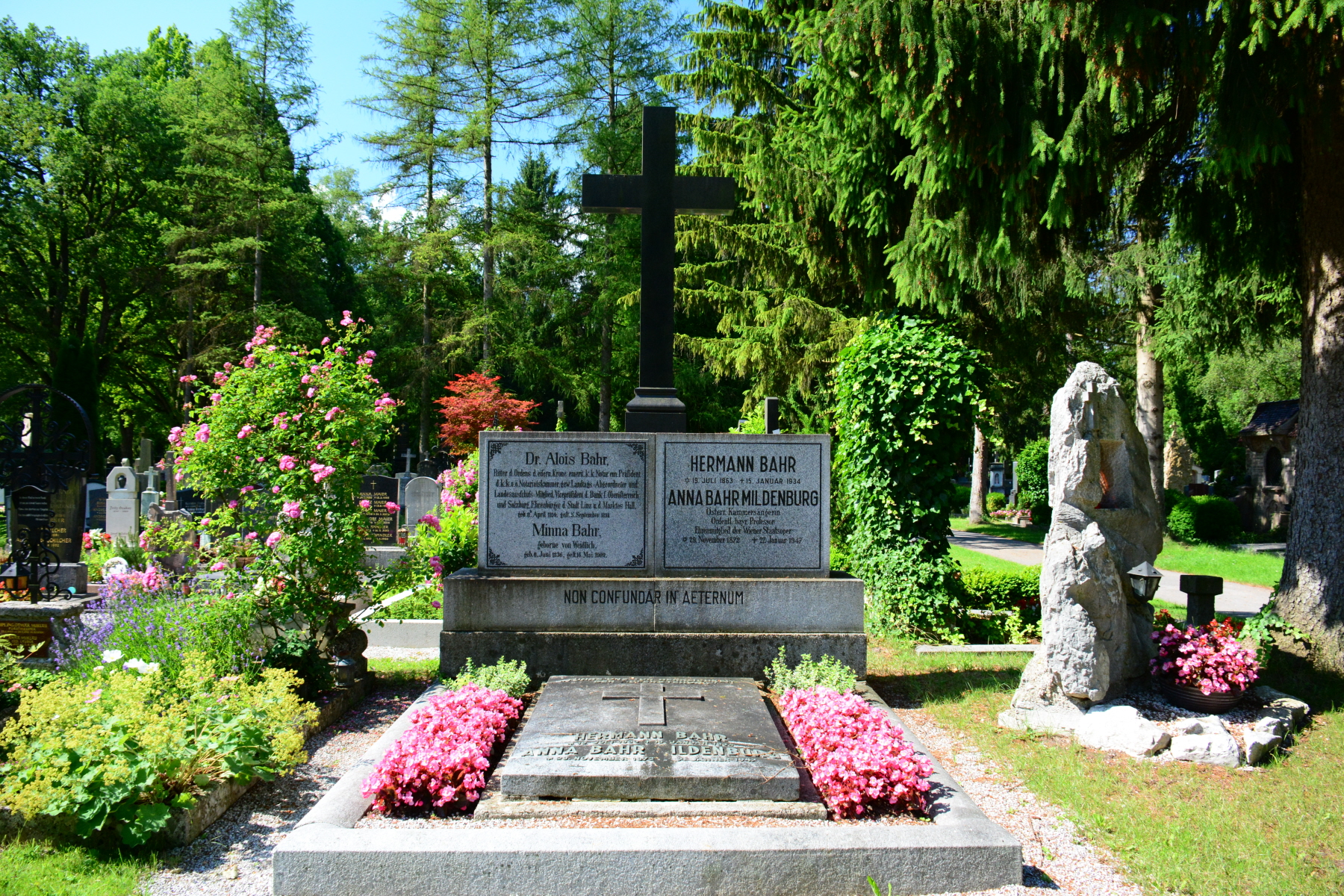
Hermann Bahrs Ehrengrab auf dem Salzburger Kommunalfriedhof

- 15. Januar: Hermann Bahr, österreichischer Schriftsteller und Dramatiker (* 1863)

- 07. Februar: Ernesto Quesada, argentinischer Soziologe, Jurist, Publizist, Historiker und Sprachwissenschaftler (* 1858)
- 07. Februar: Heinrich Rippler, deutscher Schriftsteller, Journalist und Politiker (* 1866)
- 10. Februar: Ossip Schubin, tschechisch-deutsche Schriftstellerin (* 1854)
- 10. Februar: Fedor von Zobeltitz, deutscher Journalist und Schriftsteller (* 1857)
- 15. Februar: Richard Zoozmann, deutscher Dichter und Schriftsteller (* 1863)
- 24. Februar: Naoki Sanjūgo, japanischer Schriftsteller (* 1891)

- 17. März: Wilhelm Meyer-Förster, deutscher Schriftsteller (* 1862)
- 18. März: Božena Viková-Kunětická, tschechoslowakische Schriftstellerin und Politikerin (* 1862)

- 11. April: John Collier, britischer Maler und Schriftsteller (* 1850)

- 13. Juni: Theodor Däubler, deutscher Schriftsteller (* 1870)

### Zweites Halbjahr
- 01. Juli: Fritz Gerlich, deutscher Journalist und Archivar (* 1883)

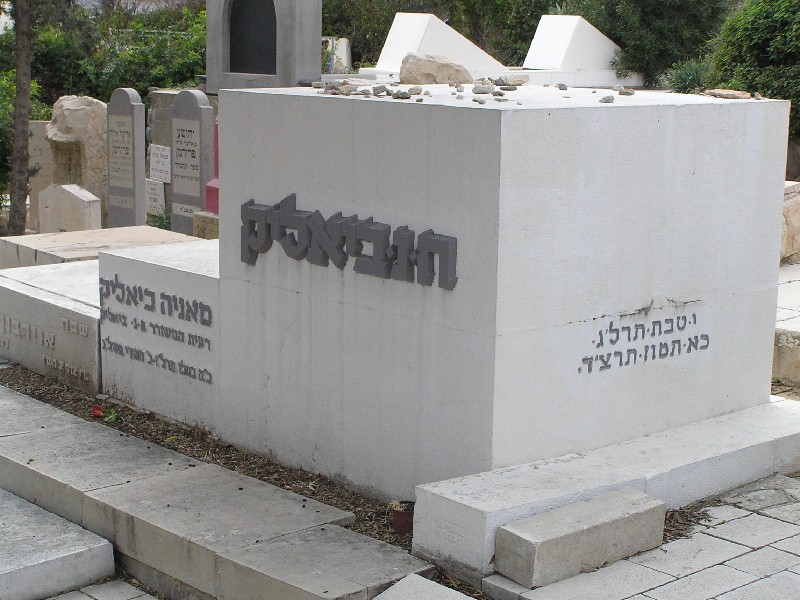
Bialiks Grab in Tel Aviv

- 04. Juli: Chaim Nachman Bialik, jüdischer Dichter, Autor und Journalist (* 1873)
- 10. Juli: Erich Mühsam, deutscher Schriftsteller und Anarchist (* 1878)
- 30. Juli: Ernst von Wolzogen, deutscher Schriftsteller (* 1855)
- 13. August: Mary Hunter Austin, US-amerikanische Schriftstellerin und Dramatikerin (* 1868)

- 15. September: Jean Bungartz, deutscher Tiermaler und Autor (* 1854)
- 20. September: Víctor Mercante, argentinischer Pädagoge und Schriftsteller (* 1870)
- 26. September: Inoue Kenkabō, japanischer Schriftsteller (* 1870)
- 09. Oktober: Abu al-Qasim asch-Schabbi, tunesischer Dichter (* 1909)

- 15. Oktober: Samuel Fischer, deutscher Verleger (* 1859)
- 18. Oktober: Franc-Nohain, französischer Schriftsteller und Librettist (* 1872)
- 18. Oktober: Rudolf von Tavel, Schweizer Journalist und Schriftsteller (* 1866)

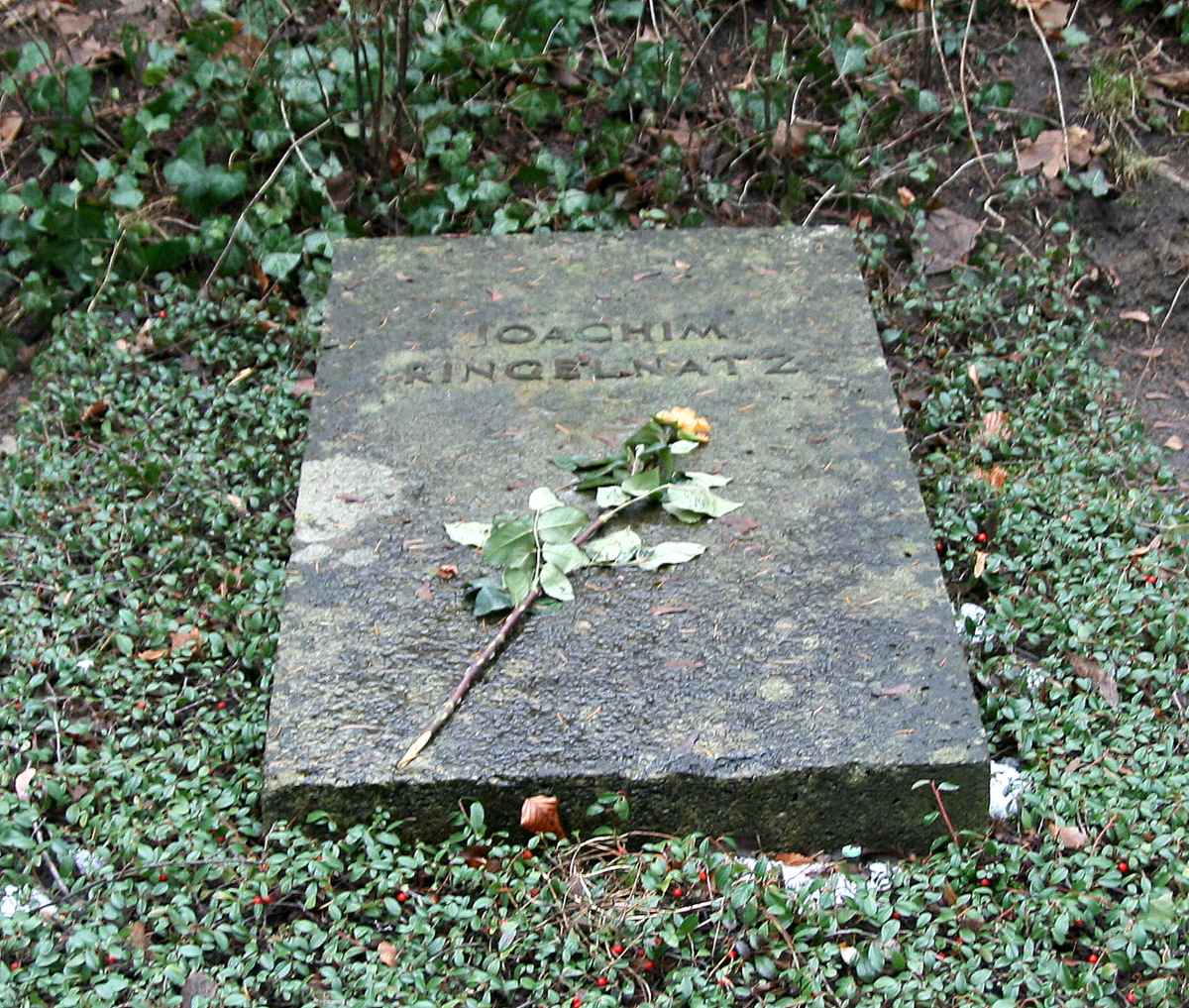
Ringelnatz’ Grab in Berlin auf dem Waldfriedhof an der Heerstraße

- 17. November: Joachim Ringelnatz, deutscher Schriftsteller (* 1883)
- 18. Dezember: Sven Elvestad, norwegischer Schriftsteller und Journalist (* 1884)
- 22. Dezember: Wallace Thurman, US-amerikanischer Schriftsteller, Essayist und Herausgeber (* 1902)
- 25. Dezember: Max Grube, deutscher Schauspieler, Theaterleiter und Schriftsteller (* 1854)
- 29. Dezember: Willy Seidel, deutscher Schriftsteller (* 1887)
- 31. Dezember: Cəfər Cabbarlı, aserbaidschanischer Dramatiker, Lyriker, Übersetzer und Regisseur (* 1899)